# Tomás Chadwick Valdés
Tomás Chadwick Valdés (La Serena, 26 de agosto de 1911-1997) fue un abogado y político chileno, militante del Partido Socialista (PS) y de la Unión Socialista Popular (USP).
Fue senador de la República por la Segunda Agrupación Provincial de Atacama y Coquimbo entre 1965 y 1973.

## Primeros años de vida

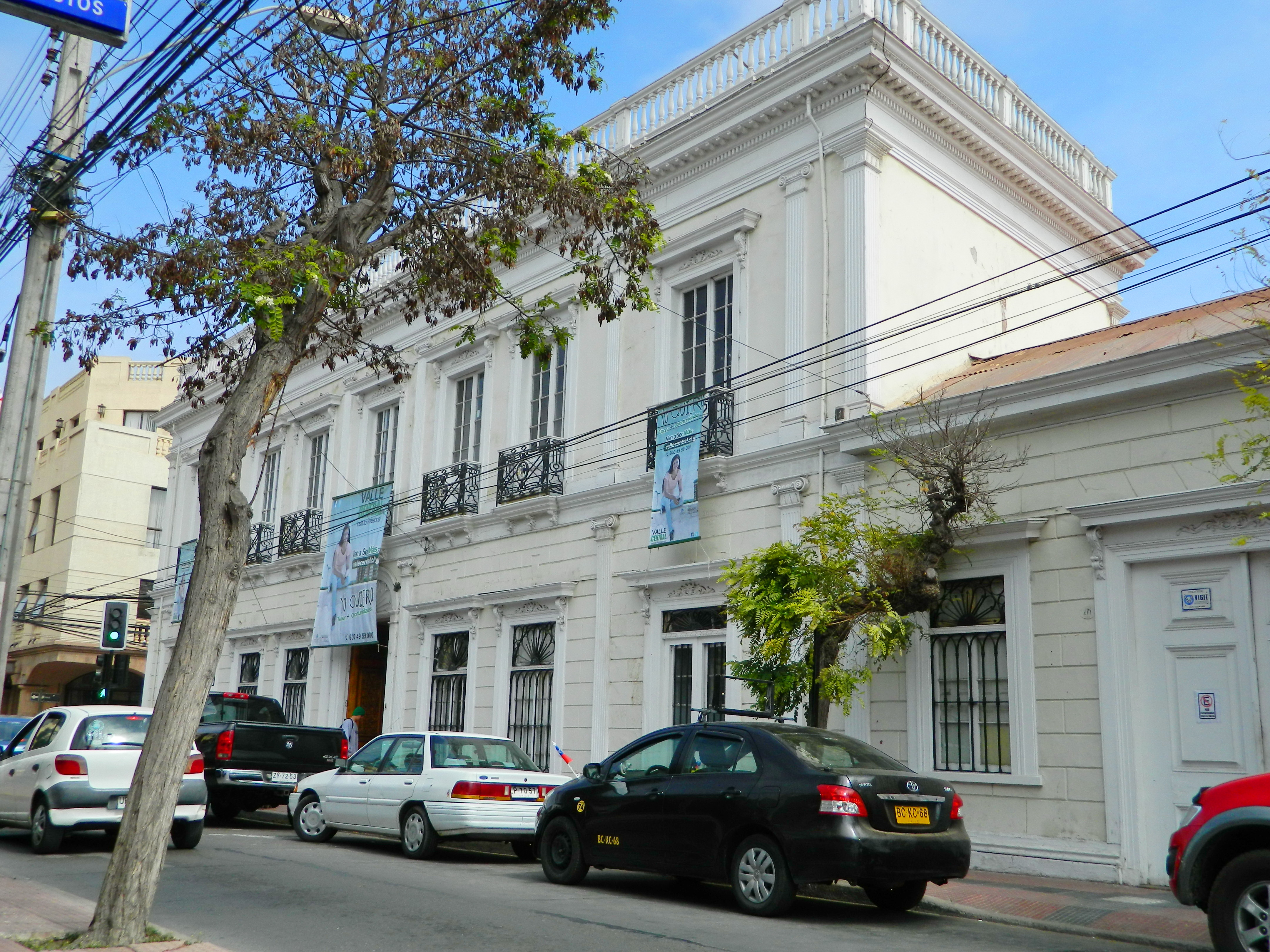
La Casa Chadwick en 2013, donde la familia Chadwick vivía en La Serena.

Era hijo de Roberto Tomás Chadwick Castro y Adriana Valdés Astaburuaga, a través de su hermano Herman, era tío de los políticos Herman, Andrés entre otros.
En 1930, se trasladó desde La Serena a Santiago junto a su hermano Herman, para estudiar Derecho en la Universidad de Chile. Una vez instalados en una pensión cercana a la Plaza de Armas, comenzaron a involucrarse en la vida pública.
El mismo año de su llegada a Santiago, y hasta 1932, trabajó como funcionario del Ministerio de Justicia. En 1933 ingresó al Partido Socialista, en el que permanecería durante más de 40 años. Entre 1936 y 1962 ejerció en el Consejo General del Colegio de Abogados, y en 1937 fue ayudante en su misma universidad. Se tituló de abogado en 1939 con una tesis titulada De la naturaleza jurídica del dolo.

### Matrimonio e hijos
Se casó con Rebeca Weinstein Rudoy, con quien tuvo cuatro hijos: Mariana, Tomas, Isabel y Roberto. Esta línea familiar de los Chadwick-Weinstein es una de las pocas y más relevantes de la izquierda política dentro de los Chadwick.

## Vida pública
Hacia 1954 trabajaba como notario público. Como socialista, se opuso a la dictadura de Carlos Ibáñez del Campo, del que también era pariente lejano. Entre el 4 y el 16 de octubre de 1963 participó en la Primera Reunión de la Comisión Redactora del Código Penal Tipo para Latinoamérica, realizado en Santiago de Chile.
En 1965 fue elegido senador por la Segunda Agrupación Provincial de Atacama-Coquimbo, por el período 1965-1973. Durante su período parlamentario lo apodaron «El Puré», por sus «espesas» intervenciones políticas. A la mitad de su período senatorial, en 1967,[cita requerida] abandonó el Partido Socialista e ingresó en la Unión Socialista Popular, donde permaneció hasta 1970, año en el que se vio afectado por una hemiplejia.
El día del golpe de Estado en Chile de 1973, su yerno, el sociólogo Claudio Jimeno Grendi, esposo de su hija Isabel, con quien tenía dos hijos, fue detenido y más tarde asesinado, ocultándose sus restos y por tanto convirtiéndose en uno de los muchos detenidos desaparecidos de su país durante la dictadura militar de Augusto Pinochet. Durante todo ese periodo de dictadura y hasta su muerte, Tomás se mantuvo como independiente y permaneció alejado de las reuniones clandestinas socialistas.[cita requerida]
A lo largo de su existencia publicó varios artículos en la Revista de Derecho, Jurisprudencia y Ciencias.

### Otras actividades públicas
- Secretario del Ministerio de Hacienda (1941-1945).[cita requerida]
- Candidato a Senador por Santiago en 1950, para llenar la vacante dejada por el fallecido Arturo Alessandri Palma, pero fue derrotado por Arturo Matte Larraín (PL).
- Jefe de la Sección Criminal del Servicio de Asistencia Judicial del Colegio de Abogados de Chile (1951-1960).

## Historia electoral
| Año  | Tipo           | Territorio                | Partido | Votos | %    | Resultado |
| ---- | -------------- | ------------------------- | ------- | ----- | ---- | --------- |
| 1965 | Parlamentarias | 2.ª agrupación provincial | PS      | 7988  | 7.06 | Senador   |